# Twilight Zone (2 Unlimited)
Twilight Zone is een nummer van de Belgisch-Nederlandse eurodanceact 2 Unlimited uit 1992. Het is de tweede single van hun debuutalbum Get Ready!.
Het nummer werd in veel Europese landen een grote hit, en wist de top 10 te bereiken in Nederland, Vlaanderen, het Verenigd Koninkrijk, Ierland, Spanje, Oostenrijk en Zweden. In de Nederlandse Top 40 haalde het zelfs de nummer 1-positie. In de Vlaamse Radio 2 Top 30 haalde het nummer de 5e positie.
Het synthesizergeluid uit de melodie is gesampled van de hit (I'll never be) Maria Magdalena van Sandra.

## Hitnoteringen

### Nederlandse Top 40
| Hitnotering: 08-02-1992 t/m 09-05-1992 | Hitnotering: 08-02-1992 t/m 09-05-1992 | Hitnotering: 08-02-1992 t/m 09-05-1992 | Hitnotering: 08-02-1992 t/m 09-05-1992 | Hitnotering: 08-02-1992 t/m 09-05-1992 | Hitnotering: 08-02-1992 t/m 09-05-1992 | Hitnotering: 08-02-1992 t/m 09-05-1992 | Hitnotering: 08-02-1992 t/m 09-05-1992 | Hitnotering: 08-02-1992 t/m 09-05-1992 | Hitnotering: 08-02-1992 t/m 09-05-1992 | Hitnotering: 08-02-1992 t/m 09-05-1992 | Hitnotering: 08-02-1992 t/m 09-05-1992 | Hitnotering: 08-02-1992 t/m 09-05-1992 | Hitnotering: 08-02-1992 t/m 09-05-1992 | Hitnotering: 08-02-1992 t/m 09-05-1992 | Hitnotering: 08-02-1992 t/m 09-05-1992 |
| Week                                   | 1                                      | 2                                      | 3                                      | 4                                      | 5                                      | 6                                      | 7                                      | 8                                      | 9                                      | 10                                     | 11                                     | 12                                     | 13                                     | 14                                     |                                        |
| -------------------------------------- | -------------------------------------- | -------------------------------------- | -------------------------------------- | -------------------------------------- | -------------------------------------- | -------------------------------------- | -------------------------------------- | -------------------------------------- | -------------------------------------- | -------------------------------------- | -------------------------------------- | -------------------------------------- | -------------------------------------- | -------------------------------------- | -------------------------------------- |
| Nummer                                 | 26                                     | 15                                     | 8                                      | 5                                      | 2                                      | 2                                      | 1                                      | 1                                      | 2                                      | 2                                      | 4                                      | 12                                     | 18                                     | 28                                     | uit                                    |

### Nationale Top 100
| Hitnotering: 25-01-1992 t/m 06-06-1992 | Hitnotering: 25-01-1992 t/m 06-06-1992 | Hitnotering: 25-01-1992 t/m 06-06-1992 | Hitnotering: 25-01-1992 t/m 06-06-1992 | Hitnotering: 25-01-1992 t/m 06-06-1992 | Hitnotering: 25-01-1992 t/m 06-06-1992 | Hitnotering: 25-01-1992 t/m 06-06-1992 | Hitnotering: 25-01-1992 t/m 06-06-1992 | Hitnotering: 25-01-1992 t/m 06-06-1992 | Hitnotering: 25-01-1992 t/m 06-06-1992 | Hitnotering: 25-01-1992 t/m 06-06-1992 | Hitnotering: 25-01-1992 t/m 06-06-1992 | Hitnotering: 25-01-1992 t/m 06-06-1992 | Hitnotering: 25-01-1992 t/m 06-06-1992 | Hitnotering: 25-01-1992 t/m 06-06-1992 | Hitnotering: 25-01-1992 t/m 06-06-1992 | Hitnotering: 25-01-1992 t/m 06-06-1992 | Hitnotering: 25-01-1992 t/m 06-06-1992 | Hitnotering: 25-01-1992 t/m 06-06-1992 | Hitnotering: 25-01-1992 t/m 06-06-1992 | Hitnotering: 25-01-1992 t/m 06-06-1992 | Hitnotering: 25-01-1992 t/m 06-06-1992 |
| Week                                   | 1                                      | 2                                      | 3                                      | 4                                      | 5                                      | 6                                      | 7                                      | 8                                      | 9                                      | 10                                     | 11                                     | 12                                     | 13                                     | 14                                     | 15                                     | 16                                     | 17                                     | 18                                     | 19                                     | 20                                     |                                        |
| -------------------------------------- | -------------------------------------- | -------------------------------------- | -------------------------------------- | -------------------------------------- | -------------------------------------- | -------------------------------------- | -------------------------------------- | -------------------------------------- | -------------------------------------- | -------------------------------------- | -------------------------------------- | -------------------------------------- | -------------------------------------- | -------------------------------------- | -------------------------------------- | -------------------------------------- | -------------------------------------- | -------------------------------------- | -------------------------------------- | -------------------------------------- | -------------------------------------- |
| Nummer                                 | 81                                     | 55                                     | 32                                     | 15                                     | 8                                      | 6                                      | 4                                      | 2                                      | 1                                      | 1                                      | 3                                      | 4                                      | 8                                      | 8                                      | 11                                     | 15                                     | 30                                     | 48                                     | 61                                     | 92                                     | uit                                    |